# 奧利希夫卡 (日托米爾州)
50°45′17″N 28°7′13″E / 50.75472°N 28.12028°E
奧利希夫卡（羅馬化：Olkhivka）是烏克蘭西部日托米爾州茲維亞赫爾區的村莊。該村面積0.44平方公里，海拔高度198米，2001年人口54，人口密度每平方公里121.62人。